# بوتسه-لا-رومن
بوتسه-لا-رومن (به فرانسوی: Beauce la Romaine) یک کمون (فرانسه) در فرانسه است که در لوآر-ا-شر واقع شده‌است. بوتسه-لا-رومن ۱۳۶٫۵۱ کیلومتر مربع مساحت دارد.